# Mirko Bazić
Mirko Bazić (Malo Trojstvo, 2 novembre 1938 – Zagabria, 10 marzo 2021) è stato un allenatore di calcio e calciatore jugoslavo, di ruolo centrocampista.

## Carriera

### Giocatore
Calcisticamente crebbe nelle giovanili della Dinamo Zagabria e poco prima di accasarsi con la prima squadra subì un grave infortunio che lo tenne lontano dal campo da gioco per sei mesi. Ritornato dall'infortunio passò al Metalac Zagabria dove rimase diverse stagioni. Successivamente giocò nel Nehaj Senj per poi appendere gli scarpini al chiodo nel Kozara.

### Allenatore
Iniziò la carriera da tecnico nel settore giovanile della Dinamo Zagabria vincendo nel 1973 il campionato e la coppa di categoria. Nel 1974 prese le redini della squadra maggiore raggiungendo in pochi anni la finale della Coppa di Jugoslavia 1975-1976, persa contro l'Hajduk Spalato, e la vittoria della Coppa dei Balcani 1976 vincendo la finale contro il Sportul Studențesc. L'anno successivo guidò i Modri al secondo posto in campionato dietro alla Stella Rossa. Nel 1978 passò al Borac Banja Luka e successivamente continuò la sua avventura in patria, prima nel NK Zagabria e poi nel Bjelovar. Nel 1987 si trasferì per la prima volta ad allenare all'estero, allenò le canadesi Windsor Wheels	e North York Rockets. Qualche anno dopo, nel settembre 1993, prese le redini del Melbourne Croatia con il quale vinse due campionati australiani. Fu sulla panchina dei Knights fino al 1996, fece poi nuovamente ritorno nel 2003.

## Palmarès

### Allenatore

#### Competizioni giovanili
- Juniorsko prvenstvo Jugoslavije u nogometu: 1

Dinamo Zagabria: 1972-1973
- Omladinski kup Jugoslavije u nogometu: 1

Dinamo Zagabria: 1972-1973

#### Competizioni nazionali
- Campionato australiano: 2

Melbourne Croatia: 1995, 1996

#### Competizioni internazionali
- Coppa dei Balcani per club: 1

Dinamo Zagabria: 1976